# Tuvok

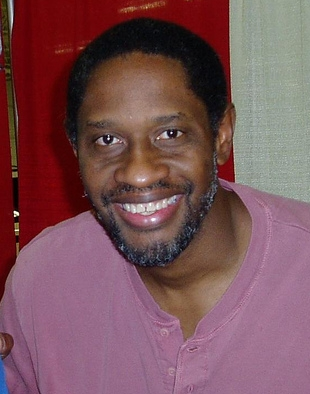
Herec Tim Russ, který ztvárnil Tuvoka.

Tuvok je fiktivní postava ze seriálu Star Trek: Voyager. Je příslušníkem rasy Vulkánů, důstojníkem Hvězdné flotily, kde naposledy sloužil jako šéf bezpečnosti na hvězdné lodi Federace USS Voyager. Tuvoka ztvárnil herec Tim Russ.

## Život a kariéra
Tuvok se narodil v polovině 23. století na Vulcanis, měsíční kolonii obydlené Vulkány. Jako teenager byl Tuvok zamilován do Jary, dcery terrelianského diplomata. Jarra ovšem jeho city neopětovala. Byl kvůli tomu vyloučen ze školy. Jeho rodiče ho poslali k vulkánskému mistrovi, který ho měl naučit kontrolovat své emoce.
Později Tuvok studoval na Hvězdné akademii v San Franciscu. Poté, co úspěšně školu dokončil, byl ve věku 29 let povýšen na praporčíka, a jeho první místo bylo na lodi USS Excelsior jako mladší vědecký důstojník pod velením kapitána Hikaru Sulu.
Během jeho služby u Hvězdné flotily začala být Tuvokovi nepříjemná spolupráce s ne-Vulkány, a proto v roce 2298 rezignoval, opustil Hvězdnou flotilu, a uchýlil se zpět na domovskou planetu, aby zde meditoval. O pár let později se oženil s T'Pel, se kterou poté založil rodinu.
O 18 let později se Tuvok k Hvězdné flotile vrátil a pracoval jako instruktor na Akademii Hvězdné flotily. Po několika letech byl přidělen na hvězdnou loď USS Billings pod velením kapitána Kathryn Janewayové, odkud byli oba přeloženi na USS Wyoming, a poté na loď USS Voyager. Zde Tuvok plnil funkci bezpečnostního a taktického důstojníka.
V roce 2371 byl Tuvok pověřen, aby infiltroval organizaci Maquitů na palubě Chakotayovi malé lodě. Poté, co se loď Maquitů i Voyager dostali do kvadrantu delta, posádky obou lodí se spojily a z Tuvoka se stal šéf bezpečnosti.

## Zajímavosti
Tuvok se také objevil v jedné epizodě seriálu Star Trek: Deep Space Nine, kde byl členem rebelů v zrcadlovém vesmíru (alternativní realitě).
Herec Tim Russ si zahrál ještě dvě další role ve Star Treku. A to teroristu v seriálu Star Trek: The Next Generation a důstojníka na lodi USS Enterprise-B.